# Реакция Несмеянова
Несмеянова реакция (Несмеянова диазометод) — синтез металлоорганических соединений ароматического ряда разложением металлическими порошками двойных солей арилдиазонийгалогенидов с галогенидами тяжёлых металлов.
Метод открыт А. Н. Несмеяновым в 1929 году. С его помощью в 1935—1948 годах Несмеянов совместно с К. А. Кочешковым получил органические производные олова, свинца, сурьмы и других металлов. Метод имеет важное препаративное значение и применяется в лабораторной практике.